# لقنورة صبغية
لقنورة صبغية (الاسم العلمي:Lecanora tartarea) هي نوع من الفطريات تتبع جنس اللقنورة من الفصيلة اللقنورية.